# Карл-Август фон Шенфельд
Карл-Август фон Шенфельд  (нім. Carl-August von Schönfeld; 4 вересня 1898, Шенебек(Ельбе) — 16 квітня 1944, Тернопіль) — німецький воєначальник, генерал-майор Вермахту (1 квітня 1944). Кавалер Лицарського хреста Залізного хреста (посмертно).

## Біографія
Учасник Першої світової війни. Звання фанен-юнкера в імперській армії  Німеччини отримав 6 листопада 1915р. 14 квітня 1916 р отримав звання унтер офіцера. 23 вересня 1916 р. переведений на посаду лейтенанта у 5 Західнопруський піхотний полк № 148.Згодом призначений на посаду ротного офіцера у цьому ж полку. З травня по липень 1917 р. командир 1 Мазурського піхотного полку № 146 але потім повернувся до свого полку. З 8 серпня 1918 р. призначений командиром  1-ї роти 5-го Західнопрусського піхотного полку № 148. Під час війни був кілька раз поранений. За участь у бойових діях отримав ряд бойових нагород. З жовтня 1919 р. в армії райхсверу у складі 40 піхотного полку. Згодом переведений у 2 пруський піхотний полк. Спочатку він працював ротним офіцером у  2-му батальйоні в Растенбурзі. 1 квітня 1923 року його перевели до 18-го піхотного полку.  Пізніше весни 1924 року він  належав до 16-ї роти навчального батальйону (Ліппіші) 18-го піхотного полку в Детмольді.  16 жовтня 1924 року він одружився з Гедвіг Мезель.  Навесні 1925 року він належав до 15-ї роти 18-го піхотного полку, також у Детмольді.
Наприкінці липня 1925 р. його присвоїли звання оберлейтенанта. Потім він був переведений до 5-ї роти  18-го піхотного полку в Мюнстері (Вестфалія).  1 квітня 1927 року він був призначений ад'ютантом II (прусського) батальйону 18-го піхотного полку, також у Мюнстері. У 1930/31 рр. його перевели до 8-ї кулемететної роти 18-го піхотного полку, також у Мюнстері. У 1931/32 рр. перевдений до штабу 18-го піхотного полку в Падерборні.
1 лютого 1933 р. отримав звання гауптмана, та працював на посаді  полкового офіцера розвідки 18-го піхотного полку в Падерборні. З 1 грудня 1933 року полковий ад’ютант у 18-й піхотному полку. На цій посаді він також перебував  під час розширення райхсверу до вермахту. 8 квітня 1935 року він був призначений командиром  12-ї кулеметної роти піхотного полку у Падерборні. 15 жовтня 1935 року він був призначений командиром 12-ї кулеметної  роти 64 піхотного полку в Зості. 1 жовтня 1936 р. йому присвоїли звання майора. 
У такому званні він був призначений ад'ютантом нової 30-ї піхотної дивізії в Любеку. На цій посаді він працював до початку Другої світової війни. 
На початку війни брав участь у польській кампанії.  1 грудня 1939 року призначений командиром 2-го батальйону 251 піхотного полку 83 піхотної дивізії.  1 лютого 1940 йому присвоєне звання оберстлейтенанта.
Наприкінці червня 1940 року він відмовився від командування 2-м батальйоном 251 піхотного полку.
28 червня 1940 р. призначений  ад'ютантом в Stellvertretendes Generalkommando VI. Армійський корпус у Мюнстері (Вестфалія).1 березня 1942 присвоєно звання оберста.31 жовтня 1942 звільнений з посади та перевелений до Командного резерву(Führerreserve ).
Числився в Stellvertretendes Generalkommando VI. Армійського корпусу.
29 січня 1943 року призначений командиром 154 гренадерського полку,що був у складі 58 піхотної дивізії.Дивізія у цей час перебувала на північній ділянці Східного фронту та брала участь у Дем'янській операції. 19 травня 1943 року його знов було усунено від керівництва та перевелено до Командного резерву(Führerreserve ). У листопаді 1943 року його призначили командувачем нового 949-го гренадерського полку 359 піхотної дивізії, що була сформована в окрузі Радом.
Весною 1944р. 359 піхотна дивізія опинилась у складі 48 танкового корпусу 4 Танкової армії на ділянці Східного фронту поблизу м. Тернопіль де перебувала до 20-х чисел липня 1944 р.
З 15 квітня 1944 року — комендант Тернополя,  замість загиблого генерал-лейтенанта Егона фон Найндорффа. 16 квітня 1944 він, як керівник бойової групи, що мала за ціль вирватись з оточення в м. Тернопіль загинув. Згідно німецьких документів пропав безвісти.
Посмертно отримав звання генерал-майора.

## Військова кар'єра
- 6 листопада 1915 — фанен-юнкер
- 14 квітня 1916 — унтер-офіцер
- 23 вересня 1916 — лейтенант
- липень 1925 — обер-лейтенант
- 1 лютого 1933 — гауптман
- 1 жовтня 1936 — майор
- 1 лютого 1940 — оберст-лейтенант
- 1 березня 1942 — оберст
- 1 квітня 1944 — генерал-майор

## Нагороди
- Залізний хрест 2-го і 1-го класу
- Нагрудний знак «За поранення» в  сріблі
- Орден Святого Йоанна (Бранденбург), лицар справедливості
- Почесний хрест ветерана війни з мечами
- Медаль «За вислугу років у Вермахті» 4-го, 3-го і 2-го класу (18 років)
- Застібка до Залізного хреста
  - 2-го класу(2 листопада 1939)
  - 1-го класу (24 липня 1940)
- Хрест Воєнних заслуг 2-го класу  (1 вересня 1942)
- Лицарський хрест Залізного хреста (4 травня 1944. Посмертно)
- Почесна застібка на орденську стрічку для Сухопутних військ (07 травня 1944. Посмертно)